# Việt Nam Thanh niên Cách mạng Đồng chí Hội
Việt Nam Thanh niên Cách mạng Đồng chí Hội (chính tả cũ: Việt-Nam thanh-niên cách mệnh đồng-chí hội) là một tổ chức của Nguyễn Ái Quốc hoạt động chống lại thực dân Pháp tại Đông Dương và tuyên truyền chủ nghĩa Marx-Lenin.

## Tên gọi
Theo hồi ký của hội viên Vương Thúc Oánh, ông và Lê Duy Điếm đã hội ý và đặt tên cho tổ chức này là "Hội Việt Nam Cách mệnh Thanh niên" và được Tổng bộ Hội thông qua vào tháng 11 năm 1925. Cái tên "Việt Nam Thanh niên Cách mạng Đồng chí Hội" xuất hiện sau này không rõ do ai đặt, đây có thể là vì trong quá trình hợp nhất giữa Hội Việt Nam Cách mệnh Thanh niên và Việt Nam Cách mạng Đồng chí Hội, hai bên đã thỏa hiệp và hợp nhất thành Việt Nam Thanh niên Cách mạng Đồng chí Hội. Không lâu sau, hai tổ chức lại phân liệt, Việt Nam Cách mạng Đồng chí Hội đổi tên thành Tân Việt Cách mệnh Đảng, còn HVNCMTN vẫn giữ tên hợp nhất là Việt Nam Thanh niên Cách mạng Đồng chí Hội. Về sau, tại Đại hội đại biểu toàn quốc vào tháng 5 năm 1929, đã ra quyết nghị về tên Hội rằng: "Hội Việt Nam Cách mệnh Đồng chí" là tên để sử dụng nội bộ, còn "Hội Việt Nam Cách mệnh Thanh niên" là tên để sử dụng công khai, đây là cách làm bí mật trong thời kỳ đầu mới gây dựng. Đến bây giờ [1929] Hội đã có thế lực nên cần công khai với quần chúng, lấy tên Hội Việt Nam Cách mệnh Thanh niên làm tên nhất định của Hội. Ngoài ra còn có một số tên "lạ" của Hội như Đảng Cách mạng Thanh niên An Nam và Quốc dân Đảng Đông Dương.

## Thành lập
Vào thập niên 1920, tình hình chính trị Trung Quốc bắt đầu thay đổi theo chiều hướng có lợi cho các lực lượng cách mạng, không chỉ riêng tại nước này mà lan tới cả các nước láng giềng. Xuất phát từ tình hình thực tế đó, Quốc tế Cộng sản có chủ trương đẩy mạnh công tác tuyên truyền tư tưởng Marx–Lenin ở các nước phương Đông. Ngày 10 tháng 6 năm 1923, nhận lời mời của Tôn Trung Sơn, Mikhail Borodin đến Quảng Châu làm cố vấn chính trị cho ông và đồng thời là đại diện của Quốc tế Cộng sản tại miền Nam Trung Quốc. Tình hình đó đòi hỏi Quốc tế Cộng sản phải có những chuyên gia về Trung Quốc, Nguyễn Ái Quốc là một trong số đó. Sau Đại hội Quốc tế Cộng sản lần thứ V, Nguyễn Ái Quốc có cơ hội tiếp xúc với Chủ tịch đoàn Quốc tế Cộng sản Dmitry Manuilsky, ông được cử đến Quảng Châu công tác với tư cách là người được ủy nhiệm của Bộ phương Đông với nhiệm vụ chủ yếu là chuẩn bị về mặt tư tưởng – chính trị và tổ chức để tiến tới xây dựng một Đảng Cộng sản tại Đông Dương và giúp đỡ các nhà cách mạng của nước khác tại Đông Nam Á.
Tháng 12 năm 1924 tại Quảng Châu, Nguyễn Ái Quốc đến gặp Phan Bội Châu và thuyết phục được ông trao cho một bản sao danh sách gồm 14 cá nhân thân cận. Sau khi huấn luyện họ về phương pháp tổ chức, Nguyễn Ái Quốc lựa chọn những cá nhân tích cực lập ra Cộng sản Đoàn, làm nòng cốt cho một tổ chức rộng lớn hơn sau này. Tháng 6 năm 1925, Việt Nam Thanh niên Cách mạng Đồng chí Hội ra đời, thời kỳ đầu, Cộng sản Đoàn và VNTNCMĐCH cùng song song phát triển. Mùa hè cùng năm, Đảng Cộng sản Trung Quốc đề xướng thành lập Hội liên hiệp các dân tộc bị áp bức do Liêu Trọng Khải làm Hội trưởng và Nguyễn Ái Quốc làm Bí thư, VNTNCMĐCH có "mối liên hệ biện chứng" với Hội này.
Theo Chương trình và Điều lệ của VNTNCMĐCH công bố vào năm 1926, Hội cho rằng cách mạng Việt Nam gồm hai giai đoạn: cách mạng dân tộc và cách mạng thế giới. Về đối nội, Hội chủ trương sau khi cách mạng thành công sẽ thành lập chính phủ công – nông – binh, chính phủ sẽ áp dụng chính sách kinh tế mới để phát triển đất nước; về đối ngoại, Hội chủ trương đoàn kết với giai cấp vô sản các nước và xây dựng xã hội cộng sản. Về cơ sở lý luận, Điều lệ năm 1926 không ghi rõ nhưng trong hoạt động thực tiễn Hội đã lấy chủ nghĩa Marx–Lenin làm nền tư tưởng của mình.
Về điều kiện vào Hội, bản Điều lệ năm 1926 ghi rõ: người Việt Nam từ 17 tuổi trở lên; tán thành mục đích, chương trình và kỷ luật của Hội, đồng thời được hai hội viên giới thiệu thì được phép gia nhập sau khi được chi bộ đồng ý, năm đối tượng không được gia nhập hội được tách thành một mục sau cùng. Thời gian đầu,thành phần xã hội của VNTNCMĐCH có 90% là tiểu tư sản tri thức, 10% thợ và dân cày, từ những năm 1926 – 1929, nhiều cơ sở Hội được gây dựng trong nhà máy, xí nghiệp, số công nông tăng lên, trí thức chiếm 40%.

## Hoạt động bước đầu tại Trung Quốc

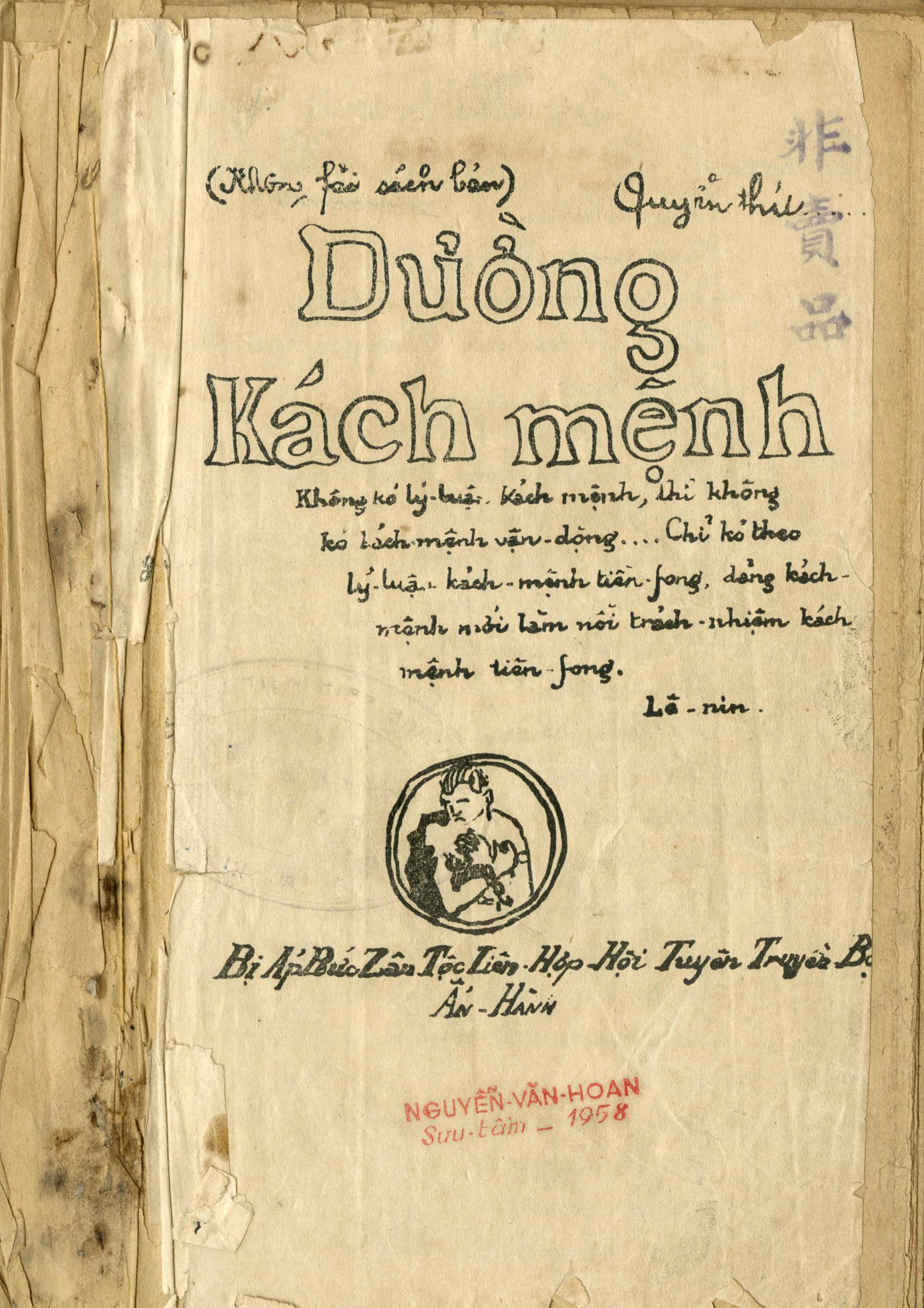
Bìa tập Đường Kách mệnh, là tập hợp các bài giảng của Nguyễn Ái Quốc tại các lớp bồi dưỡng chính trị do Hội Việt Nam Cách mạng Thanh niên tổ chức.

Sau khi thành lập, VNTNCMĐCH đã triển khai một loạt những hoạt động như thiết lập đường dây liên lạc trong nước với Quốc tế Cộng sản, đào tạo hội viên, hình thành các phương tiện tuyên truyền. Những hoạt động này đều được tiến hành đồng thời trước và sau khi tổ chức này ra đời.

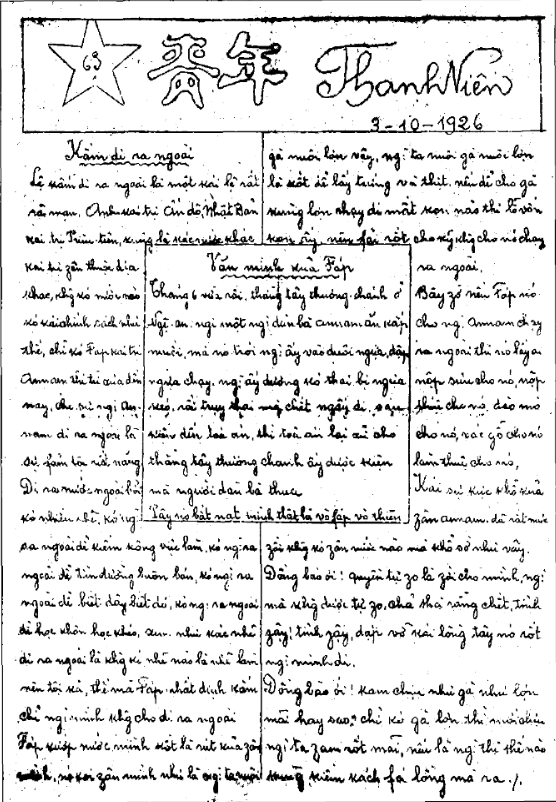
Tuần báo Thanh niên của Hội Việt Nam Cách mạng Thanh niên với chức năng tuyên truyền và vận động.

Thời kỳ đó, Quảng Châu là điểm thuận lợi nhất để Nguyễn Ái Quốc liên lạc với Quốc tế Cộng sản tại Moskva, nhờ vào việc là nhượng địa nên mức độ kiểm soát ít nghiêm ngặt hơn. Hệ thống điện tín do Quốc tế Cộng sản thiết lập đã giúp Nguyễn Ái Quốc nhận chỉ thị và tài liệu tuyên truyền cho các hoạt động của ông tại Quảng Châu. Sau tháng 4 năm 1927, đường dây liên lạc bị cắt đứt, một tuyến đường thủy mới từ Hồng Kông được thiết lập. Hệ thống giao thông liên lạc được xây dựng bằng cách tận dụng các trạm và đầu mối của tổ chức Tâm Tâm xã, cùng với việc tổ chức một mạng lưới liên lạc giữa các tàu thủy trên tuyến Trung Quốc – Đông Dương. Trong giai đoạn 1925–1927, VNTNCMĐCH đã thiết lập hệ thống liên lạc từ Quảng Châu đến Quảng Tây, Quảng Đông và Thái Lan, đảm bảo việc đưa đón hội viên và vận chuyển tài liệu tuyên truyền với quy mô ngày càng tăng.
Trong toàn bộ những hoạt động bước đầu của VNTNCMĐCH thì việc huấn luyện và đào tạo cán bộ được tiến hành sớm nhất, nhằm tạo ra mội đội ngũ được trang bị học thuyết Marx–Lenin, "để từ đó mà giác ngộ quần chúng, tổ chức họ lại và đưa họ ra đấu tranh cho độc lập dân tộc và chủ nghĩa xã hội". Trong hoạt động này, VNTNCMĐCH thường tự tổ chức một cơ sở đào tạo với đầy đủ các yếu tố của một trường học, hoặc gửi học viên học tập ở những trường khác. Học viên tốt nghiệp các khóa đều đã được kết nạp vào VNTNCMĐCH và chọn một số cá nhân nổi bật đưa vào Thanh niên Cộng sản Đoàn. Phần lớn hội viên tốt nghiệp được cử về Việt Nam hoạt động, một số được chọn gửi đi ở trường Quân chính Hoàng Phố và trường Đại học Lao động Cộng sản Phương Đông. Các học viên Việt Nam tốt nghiệp trường Hoàng Phố đã trực tiếp gia nhập quân đội của Chính phủ Quảng Châu và tham gia các chiến dịch lớn như Đông phạt I, Đông phạt II và Bắc phạt.
Từ năm 1922 đến 1925, Nguyễn Ái Quốc và những người cộng sản chú trọng hoạt động tuyên truyền qua báo chí. Ngay khi vừa thành lập Tổng bội Hội đã cho xuất bản ngay tờ Thanh Niên làm phương tiện tuyên truyền, phổ biến mục địch và hướng dẫn hoạt động cho từng hội viên. Nhờ tờ Thanh Niên mà tổ chức Hội thống nhất phương hướng và giáo dục tuyên truyền trong và ngoài Hội, đồng thời góp phần quan trọng vào việc truyền bá chủ nghĩa Marx–Lenin vào Việt Nam. Ngoài tờ Thành Niên, Hội còn cho xuất bản nhiều tờ báo khác nhằm vào nhóm đối tượng cụ thể như tờ Công Nông, Lính Kách mệnh, Việt Nam Tiền phong, Đồng Thanh và Thân Ái.

## Xây dựng cơ sở về Việt Nam
Từ khi xây dựng cơ sở ở trong nước đến khi hình thành hệ thống tổ chức, VNTNCMĐCH đã trải qua gần hết thời gian hết tồn tại của mình. Trong thời gian đó, chủ yếu là xây dựng và phát triển tổ chức của Hội, nên việc xây dựng các tổ chức quần chúng chưa thực hiện được theo mục đích ban đầu đề ra. Đầu năm 1926, sau khi các công việc về huấn luyện và tuyên truyền đã ổn định, những người lãnh đạo VNTNCMĐCH quyết định tổ chức phát triển về trong nước. Thời gian đầu Hội chủ yếu dựa vào mối liên hệ cá nhân như bạn bè hoặc họ hàng, từ những hội viên đơn lẻ đã hình thành các nhóm nhỏ. Trong nửa đầu năm 1927, số hội viên VNTNCMĐCH phát triển tương đối đông, nhất là ở ba trung tâm Hà Nội, Nghệ An và Sài Gòn. Trong hai năm 1927–1928, VNTNCMĐCH đã xây dựng được hệ thống tổ chức từ Kỳ bộ xuống tỉnh bộ và chi bộ, tất cả Kỳ bộ đều đặt dưới sự lãnh đạo chặt chẽ của Tổng bộ. Ngoài việc tuyển mộ, công tác huấn luyện cũng là điều mà VNTNCMĐCH rất quan tâm thực hiện. Tài liệu chính là cuốn Đường Kách mệnh, chương trinh Điều lệ của Hội, các bài viết trên báo do Hội xuất bản, ngoài ra còn có một số tài liệu về chủ nghĩa cộng sản, sách báo marxist của Quốc tế Cộng sản và Đảng Cộng sản Pháp để huấn luyện cán bộ ở trong nước. Tuy nhiên, vì hoạt động bí mật nên không phải lúc nào và nơi nào cũng có đủ tài liệu, một số lớp huấn luyện người giảng phải dựa vào trí nhớ là chính, không có tài liệu làm căn cứ.

### Hợp nhất với các tổ chức khác
Vào giai đoạn này, VNTNCMĐCH, Tân Việt Cách mệnh Đảng và Việt Nam Quốc dân Đảng là những tổ chức cách mạng hoạt động mạnh nhất. Để thống nhất lực lượng cách mạng, VNTNCMĐCH chủ trương tuyên truyền giác ngộ các phần tử của những đoàn thể yêu nước nhằm thu hút họ vào tổ chức, nhưng riêng đối với Tân Việt thì Hội chủ trương hợp nhất với tổ chức này.

## Đàn áp
Tại Trung Quốc, tháng 4 năm 1927, Tưởng Giới Thạch tiến hành đảo chính. Phái cánh tả Quốc dân Đảng bắt đầu tổ chức các cuộc khám xét và khủng bố tại nhiều nơi, trong đó có Quảng Châu – nơi đặt trụ sở chính của Tổng bộ Hội, nhiều hội viên bị thẩm vấn và bắt giữ. Tháng 12 năm 1927, sau sự kiện công xã Quảng Châu, chính quyền Tưởng Giới Thạch phát động chiến dịch chống cộng. Tháng 5 năm 1928, Nguyễn Ái Quốc bí mật rời Quảng Châu sang Liên Xô, Tổng bộ Hội vẫn tiếp tục hoạt động. Tháng 12 năm 1928, một cuộc vây quét lớn diễn ra khiến rất nhiều hội viên bị cầm tù tại Quảng Châu, đợt vây quét khiến trụ sở Tổng bộ Hội phải di dời đến Ung Châu, sau sang Hồng Kông. Tại Việt Nam, để đối phó với hoạt động cộng sản và phong trào dân tộc, tháng 7 năm 1929, Toàn quyền Đông Dương Pasquier quyết định thành lập tòa án đại hình để xét xử những người hoạt động cách mạng. Nhiều vụ trừng phạt nội bộ Hội bị chính quyền Pháp coi là hành vi hình sự và bắt giữ với tội danh "cố ý giết người [...] và kích động lòng thù hận chống chính quyền Pháp". Sau khi Tưởng Giới Thạch đảo chính, chính quyền Pháp đã liên minh với Quốc dân Đảng để đàn áp những người cách mạng tại miền Nam Trung Quốc.

## Lịch sử
Cuối tháng 3 năm 1929, tại Hà Nội một nhóm Hội Việt Nam Cách mạng Thanh niên gồm 7 người đã họp nhau tự lập tổ chức Cộng sản đầu tiên trong nước. Nhóm này đặt ra mục tiêu vận động chuyển Hội Việt Nam Cách mạng Thanh niên thành Đảng Cộng sản nhân dịp Đại hội lần thứ nhất của Hội dự kiến họp ở Hồng Kông vào tháng 5 năm 1929.
Tại Đại hội lần thứ nhất của Hội, 3 đại biểu của nhóm Cộng sản mới thành lập do Trần Văn Cung (bí danh là Quốc Anh) dẫn đầu nêu vấn đề đã dự định, nhưng bị Tổng bộ Hội bác bỏ. Cả ba đại biểu của Bắc Kỳ liền bỏ ra về và cho rằng: 
"Hội Việt Nam Thanh niên Cách mạng không phải là một đảng chân chính vì lợi ích của vô sản giai cấp."
Đáp lại, Hội ra Nghị quyết về việc các đại biểu Hội Việt Nam Thanh niên Cách mạng Bắc Kỳ bỏ Đại hội ra về, trong đó có ghi: 
"Quyết nghị về tụi Quốc Anh bỏ Đại hội mà ra đi... Đại hội nhận định rằng trong một đoàn thể cách mạng không thể dung thứ được những phần tử như thế nên quyết nghị vĩnh viễn khai trừ."
Sự kiện này đánh dấu sự phân liệt của Hội Việt Nam Cách mạng Thanh niên. Sau Đại hội lần thứ nhất, Hội lên kế hoạch thành lập Đảng Cộng sản vào cuối năm 1930. Nhưng trước tình hình, Đông Dương Cộng sản Đảng được thành lập vào tháng 6 năm 1929 và tình hình Hội bị đàn áp trong nước, Tổng bộ Hội cho rằng Việt Nam Cách mạng Thanh niên "... không thể và không nên tồn tại nữa, nên đã cử các đồng chí về nước tổ chức và liên kết các chi bộ cộng sản lại để thành lập Đảng Cộng sản". Sau khi Đại hội toàn quốc của Việt Nam Thanh niên Cách mạng Đồng chí Hội bế mạc, 6 ủy viên mới được bầu vào Tổng bộ là Hồ Tùng Mậu, Nguyễn Thiệu, Châu Văn Liêm, Nguyễn Sĩ Sách, Lê Hồng Sơn, Phạm Văn Đồng đã họp bàn việc thành lập Đảng cộng sản, cử ra ban trù bị gồm các đồng chí lãnh đạo Tổng bộ nói trên. Thực hiện chủ trương này, những cộng sản đoàn còn lại trong Việt Nam thanh niên cách mạng đồng chí Hội đã hình thành các chi bộ cộng sản. Ngoài hai chi bộ cộng sản ở Trung Kỳ và Nam Kỳ còn có chi bộ cộng sản người Việt Nam ở Thái Lan và một chi bộ ở Hồng Kông (Trung Quốc).
Hội Việt Nam Cách mạng Thanh niên tan rã từ đây. Song các đảng viên của Hội đã thành lập và tham gia 3 đảng cộng sản trong nước là Đông Dương Cộng sản Đảng ở Bắc Kỳ, An Nam Cộng sản Đảng ở Nam Kỳ. Ngoài ra còn có 1 đảng cộng sản phát triển độc lập với Hội Việt Nam Cách mạng Thanh niên là Đông Dương Cộng sản Liên đoàn ở Trung Kỳ.
Sau này 3 đảng cộng sản hợp nhất thành Đảng Cộng sản Việt Nam.